# Slavko Jurić
Slavko Jurić (Konjic, 1914. – Zagreb, 2002.[nedostaje izvor]), hrvatski kipar te primijenjeni umjetnik.

## Životopis
Rođen je 1914. u Konjicu, u Bosni i Hercegovini, a preminuo je u Zagrebu 2002. godine.Akademiju likovnih umjetnosti u Zagrebu pohađao je od 1937. do 1941. kada je diplomirao u klasi Frane Kršinića. Dugi niz godina predavao je predmet iskucavanje na Odsjeku za obradu metala škole primijenjene umjetnosti u Zagrebu. Bio je član Zadruge hrvatskih likovnih umjetnika LIKUM od njena osnivanja. Najviše se bavio iskucavanjem u bakru i mjedi te emajliranjem. Bio je jedan od ponajboljih hrvatskih majstora za podizanje visoke forme u bakru. Nekoliko njegovih djela nalazi se u Muzeju za umjetnost i obrt u Zagrebu.